# Estromateídeos
Estromateídeos (Stromateidae) são uma família de peixes da subordem Stromateoidei.

## Espécies
Estão descritos os seguintes géneros:
- Género Pampus
  - Pampus argenteus (Euphrasen, 1788).
  - Pampus chinensis (Euphrasen, 1788).
  - Pampus cinereus (Bloch, 1795).
  - Pampus echinogaster (Basilewsky, 1855).
  - Pampus minor Liu & Li, 1998.
  - Pampus punctatissimus (Temminck & Schlegel, 1845).
- Género Peprilus
  - Peprilus alepidotus (Linnaeus, 1766).
  - Peprilus burti Fowler, 1944.
  - Peprilus medius (Peters, 1869).
  - Peprilus ovatus Horn, 1970.
  - Peprilus paru (Linnaeus, 1758).
  - Peprilus simillimus (Ayres, 1860).
  - Peprilus snyderi Gilbert & Starks, 1904.
  - Peprilus triacanthus (Peck, 1804).
- Género Stromateus
  - Stromateus brasiliensis Fowler, 1906.
  - Stromateus fiatola Linnaeus, 1758.
  - Stromateus stellatus Cuvier, 1829.